# Hadena mista
Hadena mista là một loài bướm đêm trong họ Noctuidae.